# Резолюция Совета Безопасности ООН 1017
Резолюция Совета Безопасности Организации Объединённых Наций 1017 (код — S/RES/1017), принятая 22 сентября 1995 года, сославшись на резолюции 621 (1988), 658 (1990), 690 (1991), 725 (1991), 809 (1993), 907 (1994), 973 (1995), 995 (1995) и 1002 (1995), Совет Безопасности ООН обсудил осуществление Плана урегулирования в Западной Сахаре и продлил мандат Миссии Организации Объединённых Наций по проведению референдума в Западной Сахаре (МООНРЗС) до 31 января 1996 года.
Совет Безопасности напомнил о критериях, касающихся права голоса, и компромиссном предложении Генерального секретаря. Согласно докладу Генерального секретаря ООН Бутроса Бутроса-Гали, в настоящее время работают только 2 из 8 центров идентификации. Чтобы двигаться вперед, обе стороны должны иметь видение периода после референдума о самоопределении. Совет выразил сожаление в связи с проверкой Марокко, что 100 000 заявителей, не проживающих на территории Западной Сахары, способствуют задержкам в графике работы МООНРЗС. Он также выразил сожаление в связи с отказом Фронта ПОЛИСАРИО участвовать в этом процессе.
Резолюция подтвердила обязательство Совета провести референдум по самоопределению народа Западной Сахары. После принятия резолюции 1002 заинтересованные стороны не достигли достаточного прогресса в выполнении Плана урегулирования в отношении процесса идентификации, кодекса поведения, освобождения политических заключенных, содержания войск ПОЛИСАРИО и договоренностей о сокращении численности марокканских войск. Сторонам было предложено сотрудничать с планом ООН, а Генеральному секретарю было предложено внести предложения по решению этих проблем.
Хотя мандат МООНРЗС был продлен до 31 января 1996 года, Совет отметил возможность вывода миротворческой операции, если не будут выполнены условия, необходимые для начала переходного периода (предполагаемая дата — 31 мая 1996 года). Генерального секретаря попросили доложить к 15 января 1996 года о ходе выполнения Плана урегулирования. Его также просили рассмотреть пути сокращения оперативных расходов МООНРЗС, включая возможное создание целевого фонда, в который государства-члены будут вносить добровольные взносы.